# Freddie Jones
Pour les articles homonymes, voir Fred Jones et Jones.
Frederick Charles Jones, dit Freddie Jones, est un acteur britannique né le 12 septembre 1927 à Stoke-on-Trent (Staffordshire, Angleterre) et mort le 9 juillet 2019 à Bicester (Oxfordshire, Angleterre).
Il commence sa carrière au cinéma en 1967 et joue également au théâtre (il a été membre de la Royal Shakespeare Company), ainsi qu'à la télévision (téléfilms, séries).

## Biographie
Freddie Jones naît dans la ville britannique de Stoke-on-Trent. Ses parents sont Ida Elizabeth (née Goodwin) et Charles Edward Jones. Il se reconvertit comme acteur après avoir passé 10 ans au poste d'assistant de laboratoire auprès de la British Ceramic Research Association à Penkhull, qu'il a quitté (selon lui) à cause d'une « interdiction du port de la barbe ». 
Il a été formé au Rose Bruford College. Il devient célèbre pour son rôle primé en tant que Claudius dans la série télévisée britannique The Caesars en 1968. 
Il est un acteur récurrent dans plusieurs films de David Lynch: Elephant Man (1980), Dune (1984) et Sailor et Lula (1990), ainsi que dans la série télévisée de courte durée On the Air (1992) et le court-métrage Hotel Room (1993).
Jones a créé le rôle de Sir dans la production originale de L'Habilleur de Ronald Harwood à la Royal Exchange Theatre de Manchester.
Il a assuré la narration du documentaire primé Rencontres sexuelles du genre floral: La pollinisation. 
Il a joué le personnage Sandy Thomas dans Emmerdale d'ITV de 2005 à 2018. Le 6 février 2018, il fut confirmé que Jones avait filmé son dernier épisode, car il devait être diffusé le même mois en février 2018. Jones rapporta s'être vu octroyer une extension de contrat mais refusa car il estimait que son personnage était arrivé à son terme depuis le départ de John Middleton et qu'il avait également choisi de prendre sa retraite.

### Famille
Freddie Jones est le père de l'acteur Toby Jones.

## Filmographie sélective

### Au cinéma
- 1967 : Marat-Sade de Peter Brook : Cucurucu
- 1968 : Un amant dans le grenier (The Bliss of Mrs. Blossom) de Joseph McGrath : inspecteur Dylan
- 1970 : La Seconde Mort d'Harold Pelham (The Man Who Haunted Himself) de Basil Dearden
- 1970 : Goodbye Gemini de Alan Gibson : David Curry
- 1971 : Assault de Sidney Hayers : reporter
- 1972 : Antoine et Cléopâtre (Antony and Cleopatra) de Charlton Heston : Pompey
- 1973 : Dracula vit toujours à Londres (The Satanic Rites of Dracula) de Alan Gibson : Professeur Julian Keeley
- 1974 : Terreur sur le Britannic (Juggernaut) de Richard Lester : Sid Buckland, le Juggernaut
- 1979 : L'Ultime Attaque (Zulu Dawn) de Douglas Hickox : Bishop Colenso
- 1980 : Elephant Man (The Elephant Man) de David Lynch : Bytes
- 1982 : Firefox, l'arme absolue (Firefox) de Clint Eastwood : Kenneth Aubrey
- 1983 : Et vogue le navire... (E la nave va...) de Federico Fellini : Orlando
- 1983 : Krull de Peter Yates : Ynyr
- 1984 : Dune de David Lynch : Thufir Hawat
- 1984 : Charlie de Mark L. Lester : Dr Joseph Wanless
- 1985 : Le Secret de la pyramide (Young Sherlock Holmes) de Barry Levinson : Chester Cragwitch
- 1987 : Machenka de John Goldschmidt : Podtiaguine
- 1989 : Erik, le Viking (Erik the Viking) de Terry Jones : Harald le missionnaire
- 1990 : Sailor et Lula (Wild at Heart) de David Lynch : George Kovich
- 1994 : Le Prince de Jutland (Prince of Jutland) de Gabriel Axel : Bjorn
- 1995 : L'Histoire sans fin 3 : Retour à Fantasia (The NeverEnding Story III: Escape from Fantasia) de Peter MacDonald : Karl Konrad, le libraire
- 1999 : My Life So Far de Hugh Hudson : Reverend Finlayson
- 2004 : Les Dames de Cornouailles (Ladies in Lavender) de Charles Dance : Jan Pandered

### à la télévision
- 1967 : série Chapeau melon et bottes de cuir (The Avengers), saison 5, épisode 16, Qui suis-je ??? (Who's who???) : Basil
- 1976 : Cosmos 1999, série, saison 2, épisode 5 (Journey to Where / En route pour l'infini) : Dr. Charles Logan
- 1979 : Secret Orchards de Richard Loncraine
- 1985 : Lost in London (Leo Porter) : Leo Porter
- 1988 : Wisteria Lodge (Le Retour de Sherlock Holmes) de Peter Hammond : Inspecteur Baynes
- 1995 : La Ferme du mauvais sort (Cold Comfort Farm) de John Schlesinger : Adam Lambsbreath